# Fosfine
Fosfine (IUPAC-naam: fosfaan of fosfortrihydride), ook bekend als fosforwaterstof of waterstoffosfide, is een fosforverbinding met als brutoformule PH3. Het is een kleurloos, ontvlambaar en zeer giftig gas dat slechts in minieme hoeveelheden oplosbaar is in water.
De zuivere stof heeft geen geur, maar het commercieel verkrijgbare gas kan een onaangename visachtige geur bezitten, te wijten aan de aanwezigheid van gesubstitueerde fosfines en difosfaan, een veelvoorkomende verontreiniging. Fosfine is al in vrij lage concentraties dodelijk en wordt gebruikt voor bestrijding van ongedierte.

## Synthese
Fosfine kan op verschillende manieren bereid worden. De industriële syntheseroute gaat uit van witte fosfor, die in reactie gebracht wordt met natriumhydroxide. Daarbij ontstaat natriumhypofosfiet en natriumfosfiet als nevenproduct. Het ontstane natriumhypofosfiet ontleedt bij verhitting tot natriumwaterstoffosfaat en fosfine:
{\displaystyle {\ce {2NaH2PO2 -> Na2HPO4 + PH3}}}
Een alternatieve methode is de zuur-gekatalyseerde disproportionering van witte fosfor, waarbij fosforzuur en fosfine ontstaan. Deze methode wordt meestal verkozen wanneer uit het ontstane fosfine verdere gesubstitueerde fosfines dienen bereid te worden met als nadeel dat een zuivering onder hoge druk nodig is.
In het laboratorium kan het op kleine schaal bereid worden door de hydrolyse van een metaalfosfide, zoals calciumfosfide of aluminiumfosfide:
{\displaystyle {\ce {AlP + 3H2O -> Al(OH)3 + PH3}}}
Met calciumfosfide ontstaat echter een grotere hoeveelheid difosfaan.
Hoogzuiver fosfine, vrij van difosfaan, kan bereid worden door de inwerking van kaliumhydroxide op fosfoniumjodide:
{\displaystyle {\ce {PH4I + KOH -> PH3 + KI + H2O}}}
Analoog aan het Haber-Boschproces voor de productie van ammoniak kan fosfine bereid worden door witte fosfor in reactie te brengen met waterstofgas:
{\displaystyle {\ce {P4 + 6H2 -> 4PH3}}}

## Fosfanen
Fosfine vormt de basis voor een grote groep van analoge fosforverbindingen, de fosfanen (die echter ook nog, hoewel conform de IUPAC-nomenclatuur niet correct, betiteld worden als fosfines), waarbij één of meerdere van de waterstofatomen zijn vervangen door alkyl- of arylgroepen. Deze verbindingen zijn van belang bij de ontwikkeling van metaalkatalysatoren, omdat fosfines als stabiliserende liganden kunnen dienen. Een voorbeeld van een veelgebruikt fosfine is trifenylfosfine. Chirale fosfines doen dienst als liganden voor enantioselectieve katalysatoren in de asymmetrische synthese van verbindingen.

## Voorkomen in het zonnestelsel
Fosfine maakt voor 0,0001% deel uit van de atmosfeer van de planeet Saturnus. Ook in de atmosfeer van Jupiter komen sporen van het gas voor.
Fosfine is ook ontdekt op Venus, zo maakten astronomen bekend op 14 september 2020, benadrukkend dat dit nog geen bewijs van leven betekende.

## Structuur, eigenschappen en reacties
Fosfine kan opgevat worden als het fosforanaloog van ammoniak. Net als ammoniak bezit fosfine een trigonaal piramidale moleculaire geometrie en behoort het tot de puntgroep C3v. De bindingslengte tussen fosfor en waterstof bedraagt 141,9 pm en de H-P-H-bindingshoek meet 93,5°. Fosfor bezit een vrij elektronenpaar, net als stikstof in ammoniak. Formeel behoort fosfine tot de stofklasse der hydriden.
De kritische temperatuur van fosfine bedraagt 51,9 °C en de kritische druk 65,3 bar. Boven 375 °C treedt ontleding op.

### Bindingseigenschappen
Het dipoolmoment van fosfine bedraagt 0,58 D, hetgeen toeneemt naarmate er meer waterstofatomen vervangen worden door methylgroepen. Zo bedraagt het dipoolmoment van monomethylfosfine 1,10 D en dat van dimethylfosfine 1,23 D. Dit is opmerkelijk, omdat bij de overeenkomstige amines het dipoolmoment daalt (ammoniak heeft een dipoolmoment van 1,47 D). Het lage dipoolmoment van fosfine en de bijna rechte bindingshoeken in de molecule doen vermoeden dat het 3s-orbitaal van fosfor nauwelijks deelneemt aan de chemische binding. Het is dus voornamelijk het p-orbitaal van fosfor die instaat voor de orbitaaloverlap met het 1s-orbitaal van waterstof, ter vorming van de sigma-binding. Derhalve bevindt het vrij elektronenpaar op fosfor zich hoofdzakelijk in het 3s-orbitaal. Deze theoretische benadering werd in 1973 bewezen door metingen aan fosfine met behulp van 31P-NMR-spectroscopie. Dit verklaart waarom fosfine nauwelijks als nucleofiel optreedt en enkel zwakke waterstofbruggen vormt. Dit effect treedt ook op bij andere hoge hydriden, zoals arsine, waterstofsulfide en waterstofselenide.

### Gedrag in waterig milieu
De oplosbaarheid van fosfine in water is laag: slechts 0,22 mL van het gas lost op in 1 mL water. Fosfine lost beter op in apolaire oplosmiddelen, vanwege de niet-polaire binding tussen fosfor en waterstof. Het gedraagt zich noch als zuur, noch als base in waterig milieu. In zuur milieu kan het via zijn vrij elektronenpaar een proton accepteren, waardoor het fosfoniumion wordt gevormd (analoog aan het ammoniumion):
{\displaystyle {\ce {PH3 + H+ <=> PH4+}}}
Bij voldoende hoge pH, in basisch milieu, kan het gedeprotoneerd worden tot het PH2−-ion:
{\displaystyle {\ce {PH3 <=> PH2- + H+}}}
Dit gebeurt doorgaans met zeer sterke basen, zoals natriumamide of n-butyllithium.
De pKa van fosfine bedraagt 27,38. De standaardelektrodepotentiaal van fosfine bedraagt −0,063 V in zuur milieu en −0,89 V in basisch milieu. Fosfine is dus een sterke reductor.

### Oxidatie
Fosfine kan bij 150 °C geoxideerd worden tot fosforzuur met behulp van zuurstofgas:
{\displaystyle {\ce {PH3 + 2O2 -> H3PO4}}}
Daarbij komt een zeer grote hoeveelheid energie vrij (1270 kJ/kg).

## Toepassingen
Fosfine wordt in de scheepvaart, met name bij bulkvervoer in de zeescheepvaart, gebruikt als gassingsmiddel om ongedierte in het ruim te bestrijden, met name bij het vervoeren van graan.  Bij het verladen naar binnenschepen kan dit gevaar opleveren. 
Fosfine wordt gemaakt door aluminiumfosfide- of magnesiumfosfidekorrels aan de lading toe te voegen. Bij contact met water uit de omgevingslucht ontstaat dan, door hydrolyse, fosfine gas.
De korrels bevatten ook andere stoffen waaruit ammoniak ontstaat, dat spontane ontsteking of explosie van het fosfinegas voorkomt. Daarnaast bevatten de korrels soms ook stoffen (bijvoorbeeld methaanthiol) om het gas een herkenbare geur te geven. 
Dergelijke korrels of tabletten worden ook ingezet bij de bestrijding van mollen en woelratten.
Een andere toepassing van fosfine is het gebruik als doteermiddel in de halfgeleiderindustrie (onder andere van silicium) waar het als reductor wordt ingezet. Het zorgt bijv. voor de reductie van nikkelionen in een waterige oplossing tot een fosforhoudende nikkellaag die goed kan hechten aan geprofileerde oppervlakken.

## Toxicologie en veiligheid
De hoeveelheid fosfine in de omgevingslucht kan gemeten worden met een gasmeetbuisje of met een digitaal meetapparaat dat met een fosfinesensor is uitgerust.
Soms wordt aan het fosfinegas een knoflookgeur toegevoegd zodat men het gas wel kan ruiken (net zoals men bij aardgas een reukstof  toevoegt). Deze geurstof is afhankelijk van de fabrikant en wordt vaak pas duidelijk herkenbaar bij hogere waardes (boven 1 ppm):
- tot 0,1 ppm grenswaarde (tijdsgewogen gemiddelde over 8 uur): mogelijk sterke geur, geen persoonlijk beschermingsmiddelen verplicht of noodzakelijk
- ± 0,2 ppm is hoogste grenswaarde (maximaal 15 minuten per gebeurtenis en mag meerdere malen per dag voorkomen). Er ontstaat een sterkere geur en persoonlijk beschermingsmiddel zijn niet verplicht.

Bij concentraties hoger dan 0,2 ppm is een filtermasker verplicht (gasmasker, volgelaatmasker met minimaal grijsfilter).
Fosfine is uiterst ontvlambaar en pyrofoor. De aanwezigheid van difosfaan maakt het gas zelfontbrandbaar. Fosfine kan exploderen wanneer het in contact komt met oxidatoren, zuurstofgas of di-jood, dibroom, dichloor, geconcentreerd salpeterzuur, zilvernitraat, kwik(II)nitraat, stikstofoxiden en stikstoftrichloride. Hevige reacties kunnen optreden in contact met amines, ammoniak, boortrichloride, waterstofbromide, chromylfluoride, distikstofmonoxide, etheenoxide, lucht, metaalnitraten en fosgeen.
Bij inhalatie van hoge concentraties treedt vrijwel onmiddellijk de dood in. Lagere concentraties kunnen ernstige schade aan interne organen veroorzaken.